# Ernie Els
Theodore Ernest „Ernie” Els (ur. 17 października 1969) w Johannesburg – południowoafrykański golfista zaliczany do światowej czołówki od lat 90 XX wieku, będący przez pewien okres liderem światowego rankingu OWGR (Official World Golf Ranking). Jego pseudonim The Big Easy powstał z jego ogromnej postury (ma 190 cm wzrostu i waży 95 kg) i niezwykle płynnego, sprawiającego wrażenie bardzo prostego i łatwego w powtórzeniu zamachu golfowego (cyt: „That's why we call him The Big Easy, cause he made it look easy”).

## Życiorys
Dorastał w RPA, gdzie, zanim zajął się golfem, grał m.in. w rugby, krykieta i tenisa. W wieku 8 lat rozpoczął przygodę z golfem. W wieku 13 lat nie wiedział jeszcze, czy chce zająć się golfem, czy tenisem, gdyż osiągał podobne sukcesy w obu dyscyplinach. W wieku 14 lat osiągnął handicap 0 (dla porównania w całej Polsce jest tylko kilku amatorów z handicapem 0) i zdecydował, że życie poświęci temu sportowi. W 1984 roku wygrał mistrzostwa świata juniorów w grupie 13-14 lat wygrywając wtedy ze swoim późniejszym rywalem na zawodowych arenach Philem Mickelsonem. W 1989 roku przeszedł na zawodowstwo i z powodzeniem brał udział w rozgrywkach z serii European, Asian i PGA Tour. W 1994 roku wygrał US Open Golf i był to jego pierwszy wygrany turniej wielkoszlemowy. W latach 1994–1996 jako jedyny w historii wygrał trzykrotnie z rzędu mistrzostwa świata w formule matchplay. W 1997 roku po raz drugi wygrał US Open Golf i niemal po raz czwarty mistrzostwa świata matchplay, gdzie dopiero w finale uległ Vijay Singhowi. W tym też roku w uznaniu zasług otrzymał dożywotnią kartę uprawniającą do gry w cyklu European Tour. W 2002 roku wygrał kilka turniejów PGA i European Tour, w których udawało mu się wygrywać bezpośrednie pojedynki nawet z Tigerem Woodsem. W tym samym roku wygrał British Open i był to jego kolejny wygrany turniej wielkoszlemowy w karierze, a także po raz czwarty wygrał mistrzostwa świata matchplay. W 2003 roku zwyciężył w European Tour Order of Merit i po raz piąty triumfował w mistrzostwach świata matchplay. W 2005 roku doznał kontuzji kolana i musiał poddać się operacji, co wyłączyło go z gry na prawie cały sezon.
Do chwili obecnej wygrał 4 turnieje wielkoszlemowe, 7 mistrzostw świata matchplay, 18 turniejów z cyklu PGA Tour i 23 turnieje z cyklu European Tour.